# Эндфилд, Сай
Сай Эндфилд (англ. Cy Endfield, имя при рождении — Cyril Raker Endfield) (10 ноября 1914 года — 16 апреля 1995 года) — американский сценарист, кинорежиссёр, театральный режиссёр, писатель, иллюзионист и изобретатель, с 1953 года проживавший в Великобритании.
Работу Эндфилда в качестве режиссёра можно разделить на его голливудские фильмы (1944-51), которые он снимал под именем Сайрил Эндфилд, и британские фильмы (1953-59), которые он поставил или был «руководителем постановки» под именем Си. Рэйкер Эндфилд или под различными другими псевдонимами. В фильмах после 1960 года он указывал своё имя как Сай Эндфилд.
В США Эндфилд поставил несколько сильных нуаровых триллеров социальной направленности, таких как «Звук ярости» (1950) и «Криминальная история» (1950), после чего был внесён в голливудский чёрный список. Эндфилд продолжил работу в Соединённом королевстве, где особенно запомнилась его впечатляющая историческая военная драма «Зулусы» (1964). К другим наиболее значимым картинам Эндфилда относятся криминальный триллер «Адские водители» (1957) и шпионский триллер «Игра в прятки» (1964), а также приключенческие фильмы «Таинственный остров» (1961) и «Пески Калахари» (1965).

## Ранние годы
Сай Эндфилд родился 10 ноября 1914 года в Скрантоне, штат Пенсильвания, в семье обедневшего бизнесмена. С детства он обожал фокусы и великолепно умел их исполнять. В 1933 году Эндфилд поступил в Йельский университет.
Во время учёбы Эндфилд увлёкся прогрессивным театром и в 1934 году впервые вышел на сцену в студенческом спектакле. После университета Эндвилд закончил также Новую театральную школу в Нью-Йорке, и в течение нескольких лет работал режиссёром и хореографом в авангардных театральных труппах в Нью-Йорке и Монреале. В течение нескольких семестров он также был преподавателем драмы и одновременно завоевал довольно солидную репутацию как профессиональный карточный фокусник.
Глубокое влияние на Эндфилда оказали его друзья, в частности, писатель Пол Джеррико, который работал в Голливуде и был сторонником либеральных и левых идей. В 1941 году Эндфилд также отправился в Голливуд, где начал работать как писатель.

## Начало голливудской карьеры
В Голливуде в магазине для фокусников Эндфилд случайно познакомился с Орсоном Уэллсом, который также увлекался магией, после чего получил работу в кино в качестве ассистента в театре Уэллса «Меркурий», который в то время базировался на киностудии «РКО Радио Пикчерс». Эндфилда привлекли как наставника по исполнению фокусов на сцене, и в обмен на это он получил разрешение наблюдать за созданием фильмов «Путешествие в страх» (1943) и «Великолепные Эмберсоны» (1942), «получая по ходу ценные уроки мастерства». После коммерческого провала картины Уэллса «Великолепные Эмберсоны» (1942) команда театра «Меркурий» была изгнана из «РКО». В итоге Эндфилд подписал договор со студией «Метро-Голдвин-Майер», где как режиссёр поставил широкий спектр короткометражных фильмов.
В 1942 году Эндфилд поставил свой первый фильм, 15-минутную политическую фантазию об угрозе бесконтрольного капитализма под названием «Инфляция» (1942). Это было «небольшое умное произведение с резкой критикой алчности и коррумпированности крупных корпораций». Главную роль дьявола в костюме бизнесмена сыграл известный актёр Эдвард Арнольд. «В этом фильме Эндфилд выступил как открытый критик социальных устоев, с самого начала выбравший курс на столкновение с истеблишментом». Торговая палата США запретила этот фильм как «чрезмерно антикапиталистический», и не пропускала его в открытый прокат в течение полувека.
Во время Второй мировой войны Эндфилд служил в войсках связи. Вернувшись в Голливуд, в 1944-46 годах он поставил несколько короткометражных фильмов на студии «Метро-Голдвин-Майер».

## Режиссёрские работы в Голливуде
В 1946 году дебютировал как режиссёр (и сценарист) с полнометражным художественным фильмом, политической комедией «Джентльмен Джо Палука» (1946), в основу которого положен популярный персонаж из комикса, чемпион по боксу Джо Палука, которого в своих интересах пытаются использовать два нечистых на руку сенатора. Фильм был снят за восемь дней на небогатой независимой студии «Монограм пикчерс».
Затем Эндфилд поставил по собственной радиопьесе детектив категории В «Тайны Аргайла» (1948), в которой газетный корреспондент расследует связи некоторых влиятельных американцев с нацистами.
Впервые Эндфилд обратил на себя серьёзное внимание критики и студий постановкой на независимой студии «Юнайтед артистс» фильма нуар «Криминальная история» (1950). Этот «небольшой стильный и мрачный шедевр стал резкой атакой на беспринципную журналистику с изначально неприятным главным героем», роль которого исполнил «Дэн Дьюриа в одной из своих лучших актёрских работ за всю карьеру». «Фильм заметно отличался от чего-либо, что Эндфилд делал ранее с точки зрения финансирования и социальной критики; это была блистательная атака на коррупцию в прессе, которую в равной мере можно рассматривать в более широком плане как атаку на маккартистскую идеологию того времени».
Со своей следующей картиной, «душераздирающим обвинением господству толпы, фильмом нуар „Звук ярости“ (1950), Эндфилд поднялся на уровень самых известных режиссёров». Этот основанный на реальной истории «триллер о линчевании часто называют его шедевром. Однако, если не считать самой сцены суда Линча, фильм был плохо принят критикой». «Оба фильма показали фирменный подход Эндфилда к творчеству, пессимистический, но без сострадания».
В 1952 году поставил свой последний голливудский фильм «Дикая ярость Тарзана». К сожалению, картина не имела успеха в прокате. Причиной этого, как позднее предположил продюсер Сол Лессер, было то, что Лекс Баркер (исполнитель роли Тарзана) слишком много говорил, «заговорив себя до смерти».

## Включение в чёрный список Голливуда
«Идеи и чувства, выраженные в социально направленных криминальных драмах Эндфилда, были несвоевременными, и потому привлекли внимание Комитета по расследованию неамериканской деятельности, задачей которого было искоренение коммунистов и других „подрывных сил“ из индустрии развлечений». Хотя Эндфилд никогда официально не являлся членом Коммунистической партии, Эндфилда назвали «симпатизирующим». В итоге, «чтобы избежать донесения на своих коллег, Эндфилд предпочёл покинуть страну». После внесения в чёрный список, «в декабре 1951 года он отправился в Британию для начала новой карьеры в этой стране».

## Кинокарьера в Великобритании
Чтобы избежать проблем с прокатом его картин в США в течение первых двух лет Эндфилд работал в Великобритании, используя разные псевдонимы, а в двух случаях использовал имя своего друга, режиссёра Шарля де ла Тура.
Первыми фильмами Эндфилда в Британии были близкие нуаровой традиции детективы «Хромающий человек» (1953), «Импульс» (1954) с участием Артура Кеннеди, «Тайна» (1955), а также шпионскую драму «Мастер-план» (1955). В 1956 году Эндфилд поставил три серии детективного телесериала «Полковник Марч из Скотленд-Ярда» (1956) с Борисом Карлоффом в главной роли.
Эндфилд вновь использовал собственное имя при постановке необычной криминальной экшн-драмы «Адские водители» (1957). В этой «бескомпромиссно жёсткой мелодраме» о водителе грузовика, который пытается вскрыть махинации своих боссов, сыграли такие известные актёры, как Герберт Лом, Пегги Камминс и Шон Коннери. Эндфилд был удостоен номинации на премию БАФТА за сценарий этого фильма. Главную роль в картине сыграл Стэнли Бейкер, с которым в 1960-е годы Эндфилд создал совместную продюсерскую компанию.
В общей сложности Бейкер сыграл главные роли в шести фильмах Эндфилда, включая «Ярость моря» (1958), «достаточно стандартную мелодраму» с элементами экшна о моряках буксирного судна в Испании. Действие триллера «Буря в самолёте» (1959) с участием Ричарда Аттенборо и Стэнли Бейкера разворачивается на борту самолёта, который главный герой угрожает взорвать из мести за смерть дочери.
По мнению критика Хэла Эриксона, "к числу лучших поздних работ Эндфилда относятся картины «Таинственный остров» (1961), «Зулусы» (1964) и «Пески Калахари» (1965).
В 1961 году для студии «Коламбиа» Эндфилд поставил фантастический приключенческий фильм «Таинственный остров» (1961) по мотивам одноимённого романа Жюля Верна, который обратил на себя внимание кукольной анимацией и спецэффектами Рэя Харрихаузена.
В 1964 году при создании фильма «Зулусы» Эндфилд впервые выступил в качестве продюсера (совместно с Бейкером), он также был сценаристом и режиссёром фильма. Изначальная история была написана военным писателем Джоном Пребблом, по которой в 1959 году Эндфилд написал сценарий. После нескольких неудачных попыток ему удалось договориться о финансировании фильма с независимым продюсером Джозефом Е. Ливайном. Фильм рассказывал эпическую историю сражения у Роркс-Дрифт в Южной Африке в 1879 году между небольшим контингентом британских войск и значительно превосходящими их по численности силами зулусских племён. Этот фильм был, «безусловно, самым визуально впечатляющим и успешным среди фильмов Эндфилда». «При поддержке возбуждающей музыки Джона Барри картина стала великолепным поставленным „балетом сражения“ — сцены битвы составляют более половины экранного времени, снятые с близкого расстояния многочисленные эпизоды борьбы героев вовлекают зрителей в самую гущу происходящего. Социальные аспекты картины затрагивали темы британского империализма и классовой структуры общества, когда два офицера совершенно различного социального происхождения вынуждены работать как одна сплочённая команда, ради того, чтобы выжить». Роль партнёра Стэнли Бейкера, «высокомерного лейтенанта Бромхэда из верхов общества, отлично сыграл Майкл Кейн, в то время относительно неизвестный актёр, только начинавший свой путь к славе». Если не принимать во внимание несоответствие содержания картины реальным историческим событиям, то в остальном «фильм добился успеха как чистое зрелище, точно в той же степени, как и крупнобюджетные голливудские эпопеи того времени».
Приключенческая лента «Пески Калахари» (1965) рассказывала о шести пассажирах, пытающихся спастись и выйти к людям после того, как их самолёт потерпел крушение в пустыне Калахари. Однако главную угрозу людям несут не суровые природные условия или агрессивная стая диких бабуинов, а внутренние конфликты между членами группы. Главные роли в картине исполнили Стюарт Уитман, Бейкер и Сюзанна Йорк.
Эндфилд стал «одним из нескольких известных режиссёров, которые безуспешно пытались внести смысл в психоделическую сумятицу» о маркизе Де Саде в одноимённом фильме 1969 года.
«Эндфилд потерял интерес к кинорежиссуре после того, как снял антивоенный фильм „Универсальный солдат“ (1971). Частично это произошло из-за того, что практически ни один из его фильмов не принёс прибыли».

## Прочая деятельность
В 1955 году Эндфилд стал соавтором очень успешной книги «Увлекательная карточная магия Сая Эндфилда» (вместе с Льюисом Гэнсоном), которую хорошо приняли как любители, так и профессионалы. Многие из трюков, описанных в книге, были придуманы самим Эндфилдом и рассказаны читателю, в манере виртуозного рассказчика. Страсть Эндфилда к фокусам сохранилась до конца жизни.
С конца 1950-х годов Энфилд стал много заниматься производством телевизионной рекламы, а в 1962 году он поставил на сцене в лондонском Вест-Энде пьесу Нила Саймона «Приди и протруби в свой рог».
В 1979 году Эндфилд написал книгу «Рассвет зулусов», в котором рассказывается история британской военной кампании против зулусов в 1879 году — приквел к событиям фильма «Зулусы». В том же году по книге был снят одноимённый фильм, постановщиком которого был Дуглас Хикокс (соавтором сценария выступил Эндфилд, это была его последняя работа для кино).
В 1980 году он изобрёл карманный компьютер «микрорайтер» на сменных батареях и с жидкокристаллическим дисплеем в 14 знаков. Клавиатура компьютера работала как музыкальный инструмент, где полный набор букв достигался путём нажатия различных комбинаций клавиш.
Сай Эндфилд умер 16 апреля 1995 года в Шипстон-он-Стур, Уорикшир, Великобритания.

## Фильмография
- 1946 — Джентльмен Джо Палука / Gentleman Joe Palooka
- 1947 — Аист кусает человека / Stork Bites Man
- 1948 — Тайны Аргайла / The Argyle Secrets
- 1949 — Джо Палука в большой драке / Joe Palooka in the Big Fight
- 1950 — Криминальная история / The Underworld Story
- 1950 — Звук ярости / The Sound of Fury
- 1952 — Дикая ярость Тарзана / Tarzan’s Savage Fury
- 1953 — Хромой человек / The Limping Man
- 1954 — Импульс / Impulse
- 1955 — Полковник Марч ведёт расследование / Colonel March Investigates
- 1955 — Тайна / The Secret
- 1955 — Мастер-план / The Master Plan
- 1956 — Ребёнок в доме / Child in the House
- 1957 — Адские водители / Hell Drivers
- 1958 — Ярость моря / Sea Fury
- 1959 — Буря в самолёте / Jet Storm
- 1961 — Таинственный остров / Mysterious Island
- 1964 — Зулусы / Zulu
- 1964 — Игра в прятки / Hide and Seek
- 1965 — Пески Калахари / Sands of the Kalahari
- 1969 — Де Сад / De Sade
- 1971 — Универсальный солдат / Universal Soldier